# Taurion
Der Taurion (auch: Thaurion) ist ein Fluss in der französischen Region Nouvelle-Aquitaine. Er entspringt im Zentralmassiv, am Plateau de Millevaches. Die Quelle liegt in etwa 800 Metern Seehöhe, beim Ort Paillier, im Gemeindegebiet von Gentioux-Pigerolles, mitten im Regionalen Naturpark Millevaches en Limousin. Der Fluss entwässert zuerst nach Nordwesten, wendet sich dann Richtung Südwest und mündet nach rund 108 Kilometern bei Saint-Priest-Taurion als rechter Nebenfluss in die Vienne. Auf seinem Weg durchquert der Taurion die Départements Creuse und Haute-Vienne.
Das Wasser des Taurion versorgt den Lac de Lavaud-Gelade, einen 285 Hektar großen Stausee. Auch im Unterlauf des Flusses gibt es eine Vielzahl kleinerer Stauseen.

## Orte am Fluss
- Saint-Hilaire-le-Château
- Pontarion
- Thauron
- Bosmoreau-les-Mines
- Bourganeuf
- Châtelus-le-Marcheix
- Saint-Laurent-les-Églises
- Saint-Martin-Terressus
- Saint-Priest-Taurion

## Sehenswürdigkeiten
- Pont de Sénoueix, eine alte Steinbogenbrücke nördlich des Ortes Sénoueix, im Gemeindegebiet von Gentioux-Pigerolles, ein registriertes historisches Monument Frankreichs.
- Rigole du diable (etwa Teufelsschlucht), ein vom Fluss tief eingeschnittener Graben im Gemeindegebiet von Royère-de-Vassivière.